# Jorge Antequera
Jorge Antequera Antequera (La Paz, 12 ottobre 1944 – 24 marzo 2020) è stato un arbitro di calcio boliviano, internazionale dal 1974 al 1991.

## Carriera
Iniziò la carriera nel campionato nazionale boliviano negli anni 1970, dopo aver debuttato nel 1963 a livello regionale (zona di Santa Cruz de la Sierra). Fu poi nominato internazionale nel 1974. Debuttò a livello di club arbitrando un match della Coppa Libertadores 1978 tra Portuguesa ed Estudiantes de Mérida il 2 aprile 1978. Nella Liga del Fútbol Profesional Boliviano fu spesso designato per dirigere le fasi finali del campionato: nel 1978 arbitrò la finale tra Bolívar e Wilstermann. Nel 1981 presenziò nella finale d'andata tra Blooming e Wilstermann, mentre l'anno seguente si fermò alle semifinali. Insieme a Luis Barrancos e Oscar Ortubé divenne uno dei migliori arbitri del suo Paese. Con 294 presenze in massima divisione nazionale, è il secondo arbitro per numero di incontri diretti, dietro a René Ortubé.